# ويليام إدوارد كولبي
ويليام إدوارد كولبي (بالإنجليزية: William Edward Colby)‏ هو محامي أمريكي، ولد في 28 مايو 1875 في بنيسيا في الولايات المتحدة، وتوفي في 9 نوفمبر 1964 في بيغ سور في الولايات المتحدة.